# Lijst van rijksmonumenten in Montfoort (gemeente)
De gemeente Montfoort telt 96 inschrijvingen in het rijksmonumentenregister. Hieronder een overzicht. 

## Achthoven
De plaats Achthoven telt 3 inschrijving in het rijksmonumentenregister.
| Object                                                    | Oorspronkelijke functie? | Bouwjaar              | Architect | Locatie           | Coördinaten?                 | Nr.?  | Afbeelding                             |
| --------------------------------------------------------- | ------------------------ | --------------------- | --------- | ----------------- | ---------------------------- | ----- | -------------------------------------- |
| Boerderij 't Klooster                                     | Boerderij                |                       |           | Achthoven Oost 3  | 52° 3' 24" NB, 4° 59' 52" OL | 20089 | Boerderij 't Klooster                  |
| Boerderij met voorgevel met vlechtingen en rieten wolfdak | Boerderij                | eerste helft 19e eeuw |           | Achthoven West 31 | 52° 3' 26" NB, 4° 59' 21" OL | 25991 | Upload foto                            |
| Boerderij de Hoogeboom / De Witte Swaen                   | Boerderij                | 17e eeuw              |           | Achthoven West 10 | 52° 3' 25" NB, 4° 59' 3" OL  | 25992 | Boerderij de Hoogeboom /De Witte Swaen |

## Linschoten
De plaats Linschoten telt 68 inschrijvingen in het rijksmonumentenregister. Zie Lijst van rijksmonumenten in Linschoten voor een overzicht.

## Montfoort
De plaats Montfoort telt 25 inschrijvingen in het rijksmonumentenregister. Zie Lijst van rijksmonumenten in Montfoort (plaats) voor een overzicht.
Amersfoort ·
Baarn ·
Bunnik ·
Bunschoten ·
De Bilt ·
De Ronde Venen ·
Eemnes ·
Houten ·
IJsselstein ·
Leusden ·
Lopik ·
Montfoort ·
Nieuwegein ·
Oudewater ·
Renswoude ·
Rhenen ·
Soest ·
Stichtse Vecht ·
Utrecht ·
Utrechtse Heuvelrug ·
Veenendaal ·
Vijfheerenlanden ·
Wijk bij Duurstede ·
Woerden ·
Woudenberg ·
Zeist